# Silvanus
Silvanus var i romersk mytologi en tidig skogs- och åkerbruksgud. Han var ursprungligen skogens beskyddare, sedermera även herdarnas och lantmännens. 

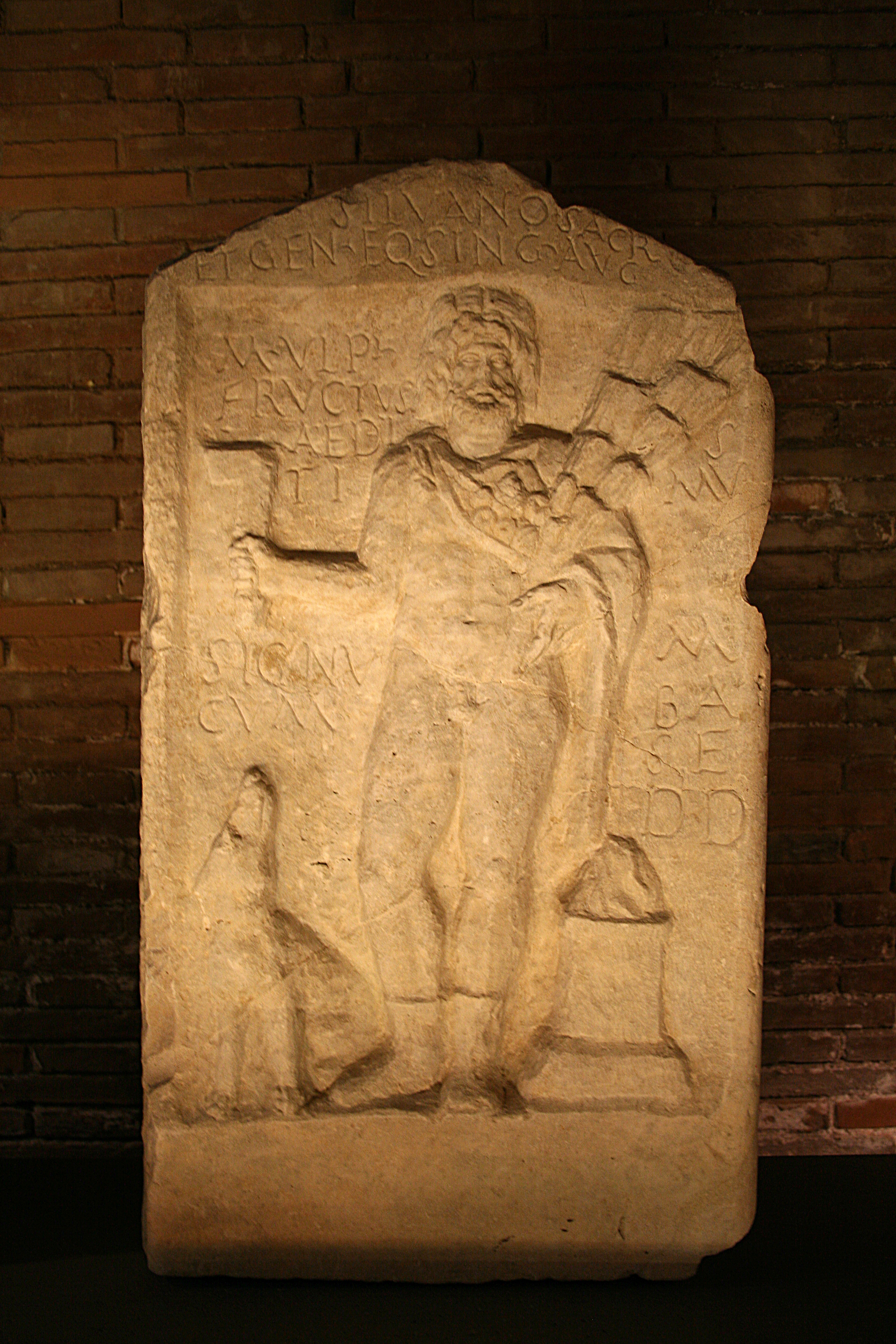
Altare dekorerad med en relief föreställande Silvanus (Kapitolinska museerna i Rom).

Silvanus framställdes som en skäggig man med trädgårdskniv i handen och ofta bär han om halsen ett skinn fyllt med frukter och följes av en hund. Han förväxlas stundom med den fornitaliske guden Faunus eller den grekiske Pan
Silvanus inlemmades i den keltiska mytologin i Gallien. Där gestaltades han som en munter gubbe intill en cypresstam åtföljd av en hund.[källa behövs]